# Fashion TV
Fashion TV ist ein Fernsehsender, der sich der Welt des internationalen Modegeschäfts und Lifestyle-Themen widmet.
Das Spartenprogramm wurde in Paris von Michel Adam Lisowski gegründet und startete 1997. Es unterhält Büros in Paris, London und Wien, die technische Sendeablaufsteuerung erfolgt von Israel aus.
Fashion TV sendet in englischer Sprache über Mode, Models und Modedesigner und zeigt Modeberichte und Modeschauen aus aller Welt. Das Format ist Clip-Basierend, kurze Spots und Beiträge von durchschnittlich drei bis fünf Minuten Länge wechseln sich thematisch sortiert ab.

## Empfang
Der 24-Stunden-Sender ist weltweit per Satellit empfangbar. In Europa sendet Fashion TV digital über mehrere Satelliten in DVB-S: So findet man ihn auf Hotbird 13,0° Ost (10.815 MHz horizontal, 27500 kS) unverschlüsselt und den spanischen Ableger auf Astra 19,2° Ost (11.186 MHz vertikal, 22000 kS) verschlüsselt vor.
Außerdem ist er in Kabelnetzen vertreten, so beispielsweise im Programmbouquet von Kabel BW (derzeit nicht mehr), Vodafone Kabel Deutschland (derzeit nur von 18 bis 6 Uhr, und das nicht in allen Netzen) und Unitymedia. Weiterhin ist der Sender über das IPTV-Angebot Telekom Entertain der Deutschen Telekom im TV-Zusatzpaket Lifestyle empfangbar. In Österreich laufen (Stand 2011) 10-min-Ausschnitte im Nachtprogramm des ATV.

## Sonstiges
Zum Geschäftsmodell gehört neben dem Verkauf von Werbung und Sponsoring auch – anders als bei vielen anderen Sendern – die konsequente Durchsetzung von Gebühren, die Kabelnetzbetreiber an den Sender entrichten sollen, wenn sie den Sender in ihrem Netz ausstrahlen wollen. Außerdem werden regelmäßig "Fashion TV"-Partys veranstaltet, wobei die Veranstalter in der Regel extern sind und lediglich eine Lizenzgebühr entrichten.
2007 kaufte Fashion TV ein Kreuzfahrtschiff, die "f.diamond", die weltweit an Häfen anlegt und auf der Events, Partys und Fashion-Shows stattfinden.
Seit dem 21. März 2020 betreibt der Unternehmer Yasha Afdasta den Fashion TV Club in Wien.

## Ähnliche Sender
Weitere Spartenableger des Senders sind FMen (männliche Modelle) und seit Oktober 2008 FTV HD in HDTV über Satellit.
Vergleichbare TV-Sender sind World Fashion, TV Moda oder Fashion One.